# Vanajavesi
Vanajavesi – jezioro w Finlandii w regionach Pirkanmaa i Kanta-Häme. Znajduje się w zlewisku rzeki Kokemäenjoki.

## Środowisko
Z powodu regulacji jeziora, poziom lustra wody zmienił się. W latach 70. XX w. z powodu rozwoju przemysłu jakość wody w jeziorze obniżyła się. Obecnie powróciła do poprzedniego poziomu, choć Vanajavesi jest jeziorem eutroficznym.

## Turystyka
Nad jeziorem położony jest zabytkowy zamek Häme. Jest celem turystyki wędkarskiej, połowy szczupaka, okonia, sielawy, karpia.